# ليوني بينيت
ليوني بينيت (9 ديسمبر 1993 بروتردام في هولندا - ) (بالهولندية: Leonie Bennett)‏ هي لاعبة كريكت هولندية. شاركت مع منتخب هولندا للكريكت.

## وصلات خارجية
- ليوني بينيت على موقع إي آس بي آن كريك إنفو (الإنجليزية)